# Markus Berwanger

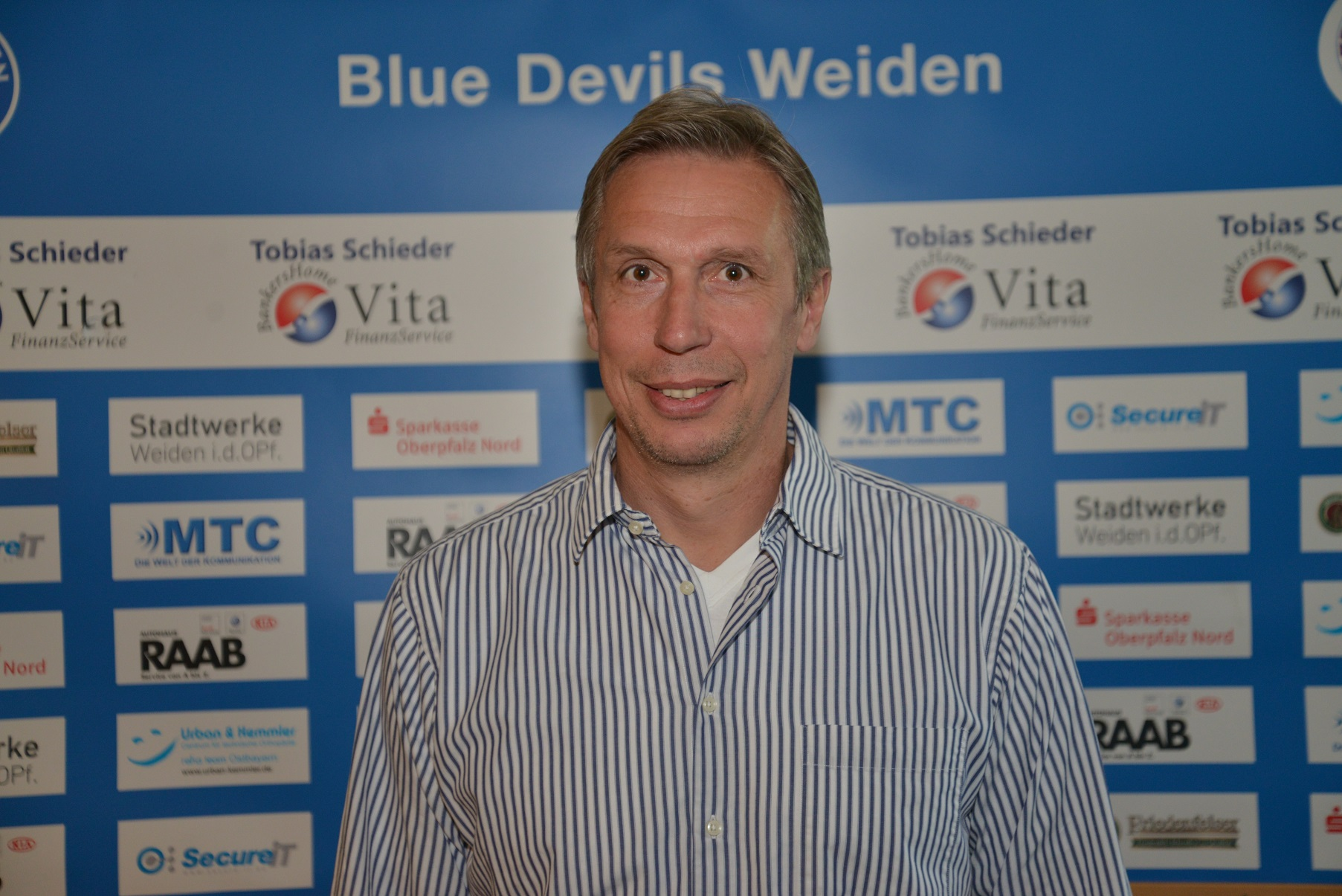
Markus Berwanger bei seiner Vorstellung als neuer Trainer der Blue Devils Weiden.

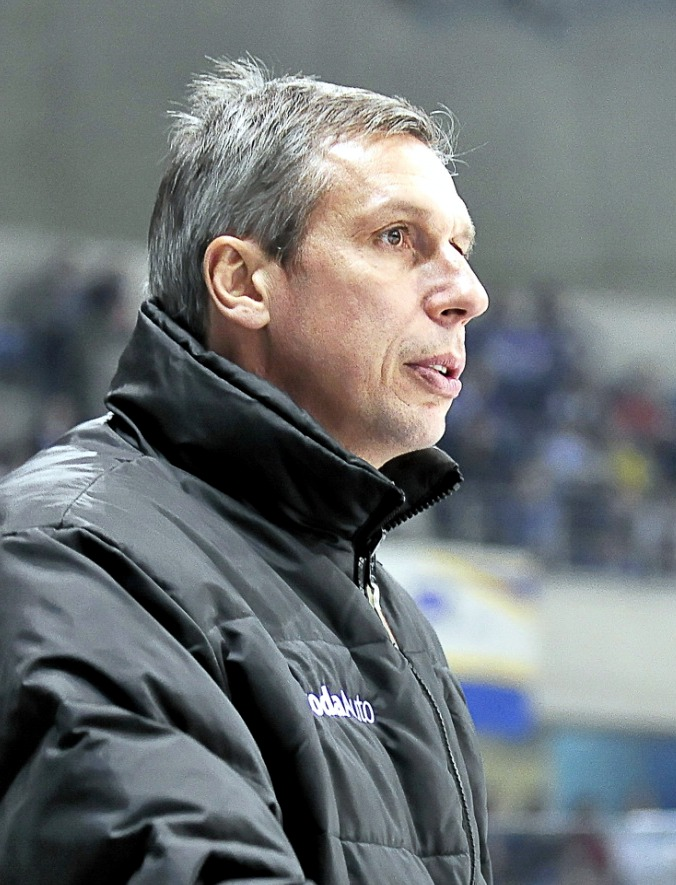
Markus Berwanger 2009 als Trainer der Dresdner Eislöwen

Markus Berwanger (* 7. Juni 1963 in Rosenheim) ist ein ehemaliger deutscher Eishockeyspieler. Seit dem Ende seiner aktiven Laufbahn arbeitet er als Eishockeytrainer, aktuell beim EHC Waldkraiburg in der Bayernliga.

## Karriere
Berwanger stammt aus dem Nachwuchs des SB Rosenheim und bekam entsprechend der Rosenheimer Nachwuchsphilosophie bereits früh die Möglichkeit, sich in der 1. Mannschaft und damit im Profibereich zu beweisen. So durfte er bereits in der Saison 1981/82 mit 18 Jahren in der 1. Bundesliga spielen. In den 16 Spielen erzielte er ein Tor und konnte am Ende die deutsche Meisterschaft feiern.
In den Folgejahren blieb Berwanger seinem Heimatverein treu und feierte dort die größten Erfolge seiner Karriere, indem er seinen Beitrag zu allen drei Meistertiteln des SB Rosenheim leistete. Erst zum Jahr 1992, als der SBR den Zwangsabstieg hinnehmen musste, wechselte er nach Schwenningen zum ERC. Ein Jahr später wechselte er zum EV Landshut, wo er zwei Jahre spielte. Seine Karriere in der obersten deutschen Eishockeyklasse, der DEL, beendete er beim SC Riessersee und wechselte dann zu den Ayr Scottish Eagles in die britische Ice Hockey Superleague, wo er an der Seite von Sven Rampf spielte. Nach einer Spielzeit beim ERC Sonthofen in der Bayernliga wechselte er später zum Oberligisten EHC Bad Aibling, wo er nach seinem endgültigen Karriereende 2000 das Traineramt übernahm.
Die mittlerweile in Dragodiles umbenannten Aiblinger erfuhren unter Berwanger ihre Blütezeit und schafften es als Mannschaft mit dem kleinsten Stadion, dem niedrigsten Zuschauerschnitt und einem kleinen Etat sogar bis in die Play-off-Runde. Das Team bestand zu großen Teilen aus Spielern, die vorher beim SB Rosenheim ausgebildet wurden und auch dort gespielt hatten.
2002 wechselte Berwanger zu den Bietigheim-Bissingen Steelers und schaffte es dort abermals in die Play-offs der 2. Eishockey-Bundesliga.
In der Saison 2003/04 wurde er Assistenztrainer von Hans Zach bei den Kölner Haien. Damit schloss sich der Kreis, denn Berwanger stand mit Zach in Rosenheim bereits auf dem Eis und wurde von ihm auch schon trainiert, als Zach 1985 Co-Trainer in Rosenheim war. Nach dem Wechsel Zachs zu den Hannover Scorpions beendete auch Berwanger seine Tätigkeit in Köln und wurde schließlich nach einer kreativen Pause im Oktober 2006 Trainer bei seinem Heimatverein, dem Oberligisten SB Rosenheim. Dort konnte er die bereits verkorkste Liga-Saison nicht mehr retten und schaffte den Einzug in die Play-offs nicht, jedoch gelang das Minimalziel und man qualifizierte sich für den DEB-Pokal. Seit dem 20. Januar 2008 ist Berwanger nicht mehr Trainer des SB Rosenheim, da er vorzeitig aus dem Vertragsverhältnis entlassen wurde.
Am 4. Januar 2009 wurde Markus Berwanger als neuer Trainer des abstiegsgefährdeten Zweitligisten, der Dresdner Eislöwen, vorgestellt. Nach dem Ende der Saison 2008/09 wurde Berwanger kein neues Vertragsangebot vorgelegt. Seit dem 19. Januar 2010 ist Berwanger Trainer der Wölfe Freiburg, wo kurz zuvor Peter Salmik zurückgetreten war. Im Dezember 2010 wurde er von seinen Aufgaben in Freiburg entbunden.
Am 16. April 2012 wurde er als neuer Trainer beim Oberligisten Moskitos Essen vorgestellt.
Ab 1. Januar 2014 war Berwanger Co-Trainer bei Adler Mannheim, wo er erneut unter Hans Zach tätig war. Ab der Saison 2015/16 war Markus Berwanger Cheftrainer beim 1. EV Weiden in der Oberliga Süd. Im Februar 2016 wurde der Vertrag des Trainers vorzeitig um eine weitere Saison verlängert.
In der Saison 2018/19 trainierte er den EC Bad Tölz aus der DEL2.

## Größte Erfolge
- Deutscher Meister 1982, 1985 und 1989 mit dem Sportbund Rosenheim